# Byrsonima grisebachiana
Byrsonima grisebachiana är en tvåhjärtbladig växtart som beskrevs av Franz Josef Niedenzu. Byrsonima grisebachiana ingår i släktet Byrsonima och familjen Malpighiaceae. Inga underarter finns listade i Catalogue of Life.